# Caldas Novas
Caldas Novas é um município brasileiro no estado de Goiás, Região Centro-Oeste do país. Localiza-se no sudeste goiano e sua população, conforme estimativas do IBGE de 2024, era de 104 788 habitantes. É a mais nova cidade do estado a ultrapassar a marca de 100 mil habitantes.
O município é conhecido por ser a maior estância hidrotermal do mundo, possuindo águas que brotam do chão em temperaturas que variam de 43 °C a 70 °C. A principal fonte de renda do município é o turismo. Na alta temporada, a cidade chega a comportar mais de 500 mil turistas. A estrutura da cidade conta com hotéis, pousadas, chalés, clubes, boates e bares. Uma outra grande atração de Caldas Novas é o ecoturismo, vez que a cidade encontra-se às margens do lago da represa de Corumbá e ao lado da Serra de Caldas.
Todos os anos, mais de 3 milhões de turistas visitam Caldas Novas, considerada a maior estância hidrotermal do mundo. Possui centenas de piscinas com águas termais em seus hotéis e clubes, que atraem turistas de todo o país, principalmente das regiões Sudeste e Centro Oeste.

## História

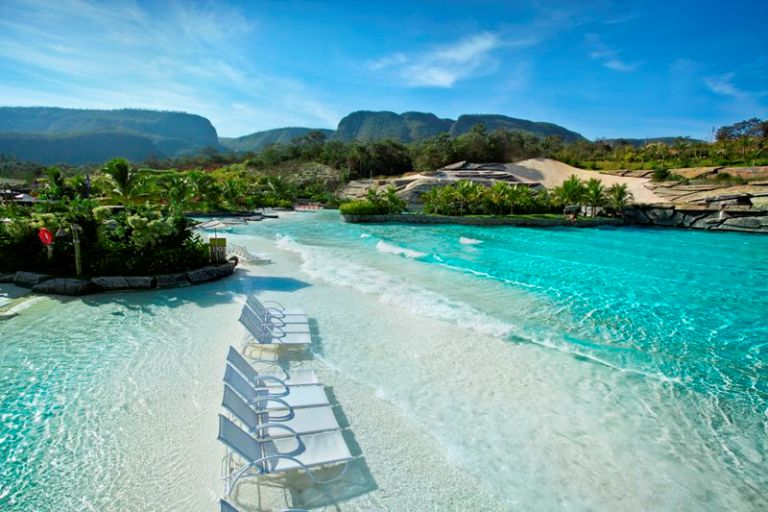
Região das Águas Quentes

A região de Caldas Novas originalmente era habitada pelos indígenas caiapós e xavantes, dizimados pela escravidão e doenças dos colonos.
Em 1722, o bandeirante Bartolomeu Bueno da Silva, o filho, enquanto procurava por ouro na Serra de Caldas, descobre fontes de águas termais em sua vertente ocidental, ali fundando um assentamento nomeado “Caldas Velhas”, situado no local em que atualmente está a Pousada do Rio Quente. Há quem diga que estas fontes foram descobertas antes, visto que já constam em um mapa espanhol do século XVI. 

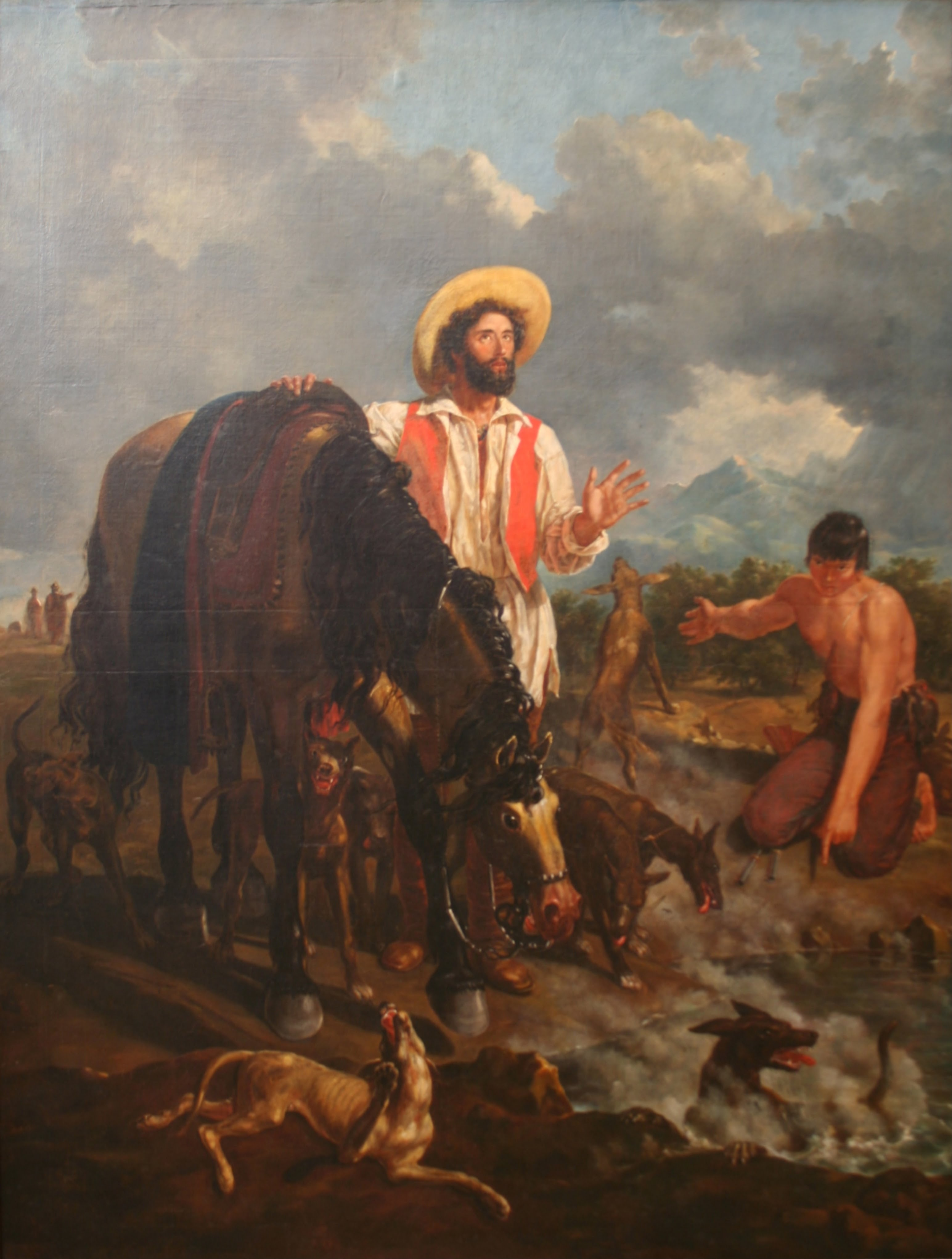
Pintura de Félix Émile Taunay que retrata a descoberta das águas termais da Lagoa de Pirapitinga por Martinho Coelho de Siqueira.

 Como o foco da Coroa Portuguesa neste momento na região de Goiás era a descoberta de pedras preciosas e o ouro da região de Caldas Velhas era escasso e de pouco interesse dos exploradores, as águas quentes da região permanecem esquecidas por décadas, sendo redescobertas em fevereiro de 1777 pelo bandeirante paulista Martinho Coelho de Siqueira em uma de suas caças, quando seus cães gritaram ao entrar na Lagoa de Pirapitinga. No dia 16 daquele mês, descobre fontes termais no Córrego das Lavras (atual Córrego Caldas), pouco tempo depois erigindo sua casa em suas margens, sendo esta atualmente um edifício histórico preservado situado dentro do Sesc Caldas Novas. Mais tarde, também descobre ouro em grande quantidade na região do pequeno curso d’água, fazendo com que Martinho requeresse uma sesmaria ali.

A descoberta de águas termais e ouro traz para a área grande número de pessoas, que constroem suas casas ao longo do córrego. Forma-se, assim, a primeira povoação. No entanto, com a chegada às margens do córrego de um número cada vez maior de portadores de doenças contagiosas, os moradores do povoado afastam-se da estância.
Ao longo do século XIX, um grande número de migrantes vindos dos estados de Minas Gerais e São Paulo chega à região de Caldas Novas, como o mineiro Coronel Luiz Gonzaga de Menezes, importante personagem da história municipal. 
Em 1816, Martinho falece e herda as suas propriedades seu filho Antônio Coelho de Siqueira, que recebeu em 1818 o governador da Capitania de Goiás Fernando Delgado de Castilho, o qual se cura de suas moléstias nas águas termais, e o naturalista francês Auguste de Saint-Hilaire, que estuda as propriedades das fontes. Falecendo Antônio em 1848, sua viúva, Dona Eufrásia Maria de Arruda, vende a propriedade para Domingos José Ribeiro. 
Luiz Gonzaga de Menezes, proprietário da Fazenda Quilombo, situada a 15 km das fontes termais, combina com Domingos a transferência do povoado para um novo local. Assim, em 1850, é construída a Igreja Matriz de Nossa Senhora do Desterro, em patrimônio doado por meio de escritura em 27 de janeiro daquele ano. Ao redor deste templo, moradores do Quilombo e do arraial ao redor do Córrego das Lavras se fixam, originando o povoado de Caldas Novas.
Em 1853, foi criada, dentro da Vila de Santa Cruz, a Freguesia de Caldas Novas, cujo primeiro vigário foi o Cônego José Olinto da Silva. Nestes tempos, a economia da região se firmava como agricultora autossuficiente.
Em 1880, a Freguesia de Caldas Novas foi transferida à Vila Bela de Morrinhos, cuja sede estava mais próxima. Esta decisão teve influência do Capitão Cândido Gonzaga de Menezes, filho do Coronel Luiz. Oito anos depois, a padroeira da freguesia foi alterada de Nossa Senhora do Desterro para Nossa Senhora das Dores.
Em 1908, inicia-se o movimento político pela emancipação caldas-novense, liderado por Bento de Godoy, Orcalino Santos, Victor Ozeda Alla e João Batista da Cunha. Em 5 de julho de 1911, o então Presidente do Estado de Goiás, Urbano de Gouveia, sanciona a Lei Estadual n° 393, que desmembra de Morrinhos o distrito de Caldas Novas, elevado à categoria de vila, sendo instalada em 21 de outubro do mesmo ano, com a posse do primeiro intendente (prefeito), Bento de Godoy.
Nos primeiros tempos após a emancipação, Caldas Novas foi marcada pelo progresso paulatino. Em 1918, o médico Orozimbo Corrêa Neto, após estudos sobre as fontes termais locais, publica o livro “Águas Termais de Caldas Novas”, que faz a cidade ficar conhecida nos grandes centros urbanos brasileiros. Milhares de pessoas foram atraídas para o local, a fim de tratamento de saúde nas suas águas, principalmente nas do Balneário Municipal. Em 21 de junho de 1923, a vila foi elevada à condição de cidade. 
O início da década de 1970 foi marcado pelo número de empresários que investiram na região criando hotéis e clubes, incentivados pelo sucesso da Pousada do Rio Quente, dentro da qual está o Hot Park, inaugurado em 1962. Houve um grande incentivo ao crescimento econômico e populacional local. O município era, até então, pouco urbanizado e com pouca infraestrutura turística. Nos anos 1990, após a emancipação de Rio Quente (1988), Caldas Novas teve crescimento vertical e um boom imobiliário.

## Geografia
De acordo com a divisão regional vigente desde 2017, instituída pelo IBGE, o município pertence às Regiões Geográficas Intermediária de Itumbiara e Imediata de Caldas Novas-Morrinhos. Até então, com a vigência das divisões em microrregiões e mesorregiões, fazia parte da microrregião do Meia Ponte, que por sua vez estava incluída na mesorregião do Sul Goiano.
| Dados climatológicos para Caldas Novas | Dados climatológicos para Caldas Novas | Dados climatológicos para Caldas Novas | Dados climatológicos para Caldas Novas | Dados climatológicos para Caldas Novas | Dados climatológicos para Caldas Novas | Dados climatológicos para Caldas Novas | Dados climatológicos para Caldas Novas | Dados climatológicos para Caldas Novas | Dados climatológicos para Caldas Novas | Dados climatológicos para Caldas Novas | Dados climatológicos para Caldas Novas | Dados climatológicos para Caldas Novas | Dados climatológicos para Caldas Novas |
| Mês                                    | Jan                                    | Fev                                    | Mar                                    | Abr                                    | Mai                                    | Jun                                    | Jul                                    | Ago                                    | Set                                    | Out                                    | Nov                                    | Dez                                    | Ano                                    |
| -------------------------------------- | -------------------------------------- | -------------------------------------- | -------------------------------------- | -------------------------------------- | -------------------------------------- | -------------------------------------- | -------------------------------------- | -------------------------------------- | -------------------------------------- | -------------------------------------- | -------------------------------------- | -------------------------------------- | -------------------------------------- |
| Temperatura máxima média (°C)          | 30,1                                   | 30,5                                   | 30,3                                   | 30,5                                   | 29,5                                   | 29,1                                   | 29,4                                   | 31,5                                   | 33,2                                   | 32,8                                   | 30,6                                   | 30                                     | 30,6                                   |
| Temperatura mínima média (°C)          | 20,5                                   | 20,3                                   | 20,2                                   | 19,3                                   | 16,9                                   | 15,5                                   | 15,2                                   | 16,6                                   | 19,2                                   | 20,6                                   | 20,4                                   | 20,5                                   | 18,8                                   |
| Precipitação (mm)                      | 253,1                                  | 203                                    | 181                                    | 73,2                                   | 21,6                                   | 6,7                                    | 2,9                                    | 7,8                                    | 36,9                                   | 103,1                                  | 207,3                                  | 248,7                                  | 1 345,3                                |
| Fonte: Weather and Climate             |                                        |                                        |                                        |                                        |                                        |                                        |                                        |                                        |                                        |                                        |                                        |                                        |                                        |

## Política
Segundo o Tribunal Regional Eleitoral de Goiás, em junho de 2011 registram-se em Caldas Novas 48.242 eleitores ou 1,19% do eleitorado de Goiás.

## Esporte

### Futebol
A cidade conta com duas equipes profissionais, o Caldas Esporte Clube, fundado em 1982, campeão goiano da divisão intermediária (1992), vice-campeão goiano da segunda divisão (1997) e campeão goiano juvenil (2011), o o Caldas Novas Atlético Clube, também fundado em 1982 e profissionalizado em 2007, campeão goiano da segunda divisão (2014).

## Transportes
O  Aeroporto Nelson Ribeiro Guimarães, inaugurado em 2002, é o segundo maior terminal de passageiros e carga do estado de Goiás, com uma área coberta de 2980 metros quadrados, atrás apenas do Aeroporto Internacional Santa Genoveva .

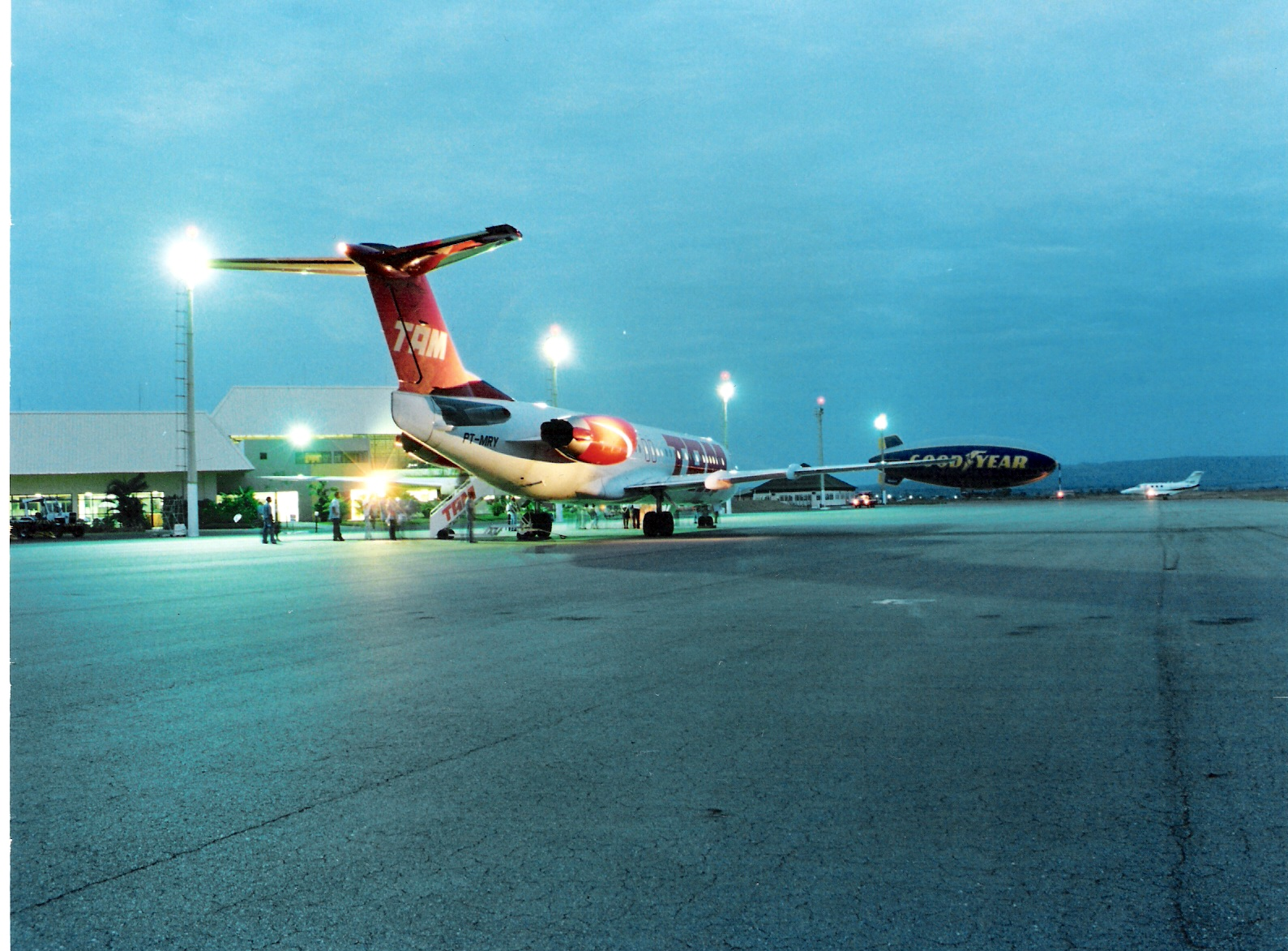
Aeroporto de Caldas Novas (CLV).

Caldas Novas possui voos comerciais regulares das empresas Azul e Gol, com conexões em Goiânia, Campinas e São Paulo. A cidade ainda possui uma ampla rodoviária integrada a um centro de convenções, com destinos a várias cidades de Goiás e do Brasil.

### Principais distâncias

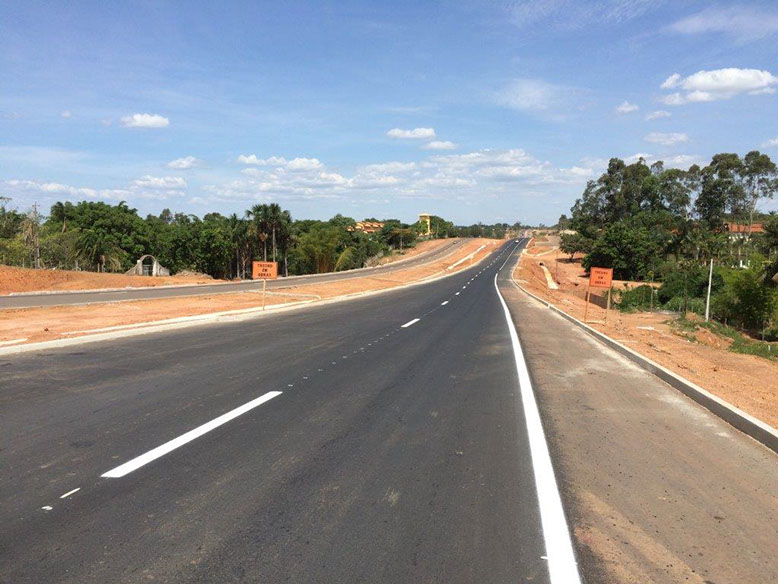
Obras de duplicação da GO-213

- Goiânia: 165 km
- Uberlândia: 179 km
- Brasília: 300 km
- Belo Horizonte: 700 km
- São Paulo: 763 km

### Rodovias
A rodovia GO-213, que liga Caldas Novas a Morrinhos (BR-153) é a via de acesso utilizada pelos viajantes oriundos de Goiânia, Brasília e pelos que optam vir pela Rodovia Transbrasiliana (BR-153) por Morrinhos.
As obras de duplicação da rodovia seguem normalmente e a previsão de término é até o segundo semestre de 2015. Orçada em R$ 145,1 milhões, esta obra garantirá melhor acesso para Caldas Novas, além de intensificar a economia turística do Estado.

## Pontos atrativos

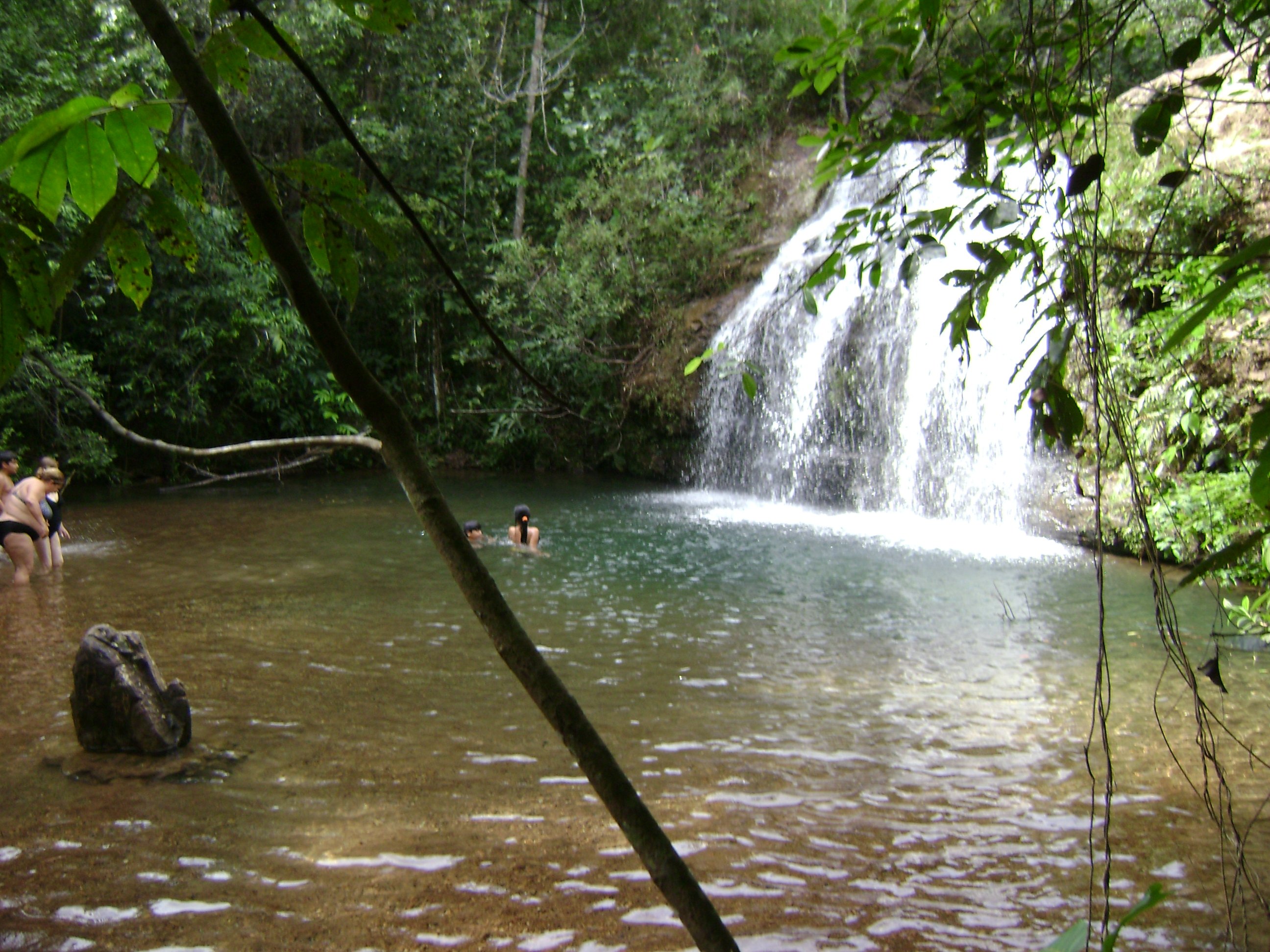
Uma das cachoeiras da Serra de Caldas

O Parque Estadual da Serra de Caldas Novas - apresenta ao turista várias fontes que se transformam em riachos em meio a uma vegetação exuberante. Foi criado com o objetivo de proteger a área de captação da chuva que abastece o lençol termal. Tem a visitação dos turistas controlados a fim de que o Parque continue sendo um preservador do cerrado goiano e do manancial hidrotermal. Além das trilhas e cachoeiras que o Parque possui, os amantes da natureza ainda podem praticar ciclismo (mountain bike), pois a região é cercada de trilhas com paisagens deslumbrantes. O esporte cresceu tanto na cidade que, anualmente, é realizado uma competição que atrai atletas de todo o país, o Desafio das Águas Quentes de Mountain Bike.
Além de várias estâncias termais, Caldas Novas possui na praça central Mestre Orlando, a Igreja Matriz, um calçadão repleto de bares e restaurantes e um chafariz, lugares mais frequentados pelos turistas, além da sede da Secretaria do Turismo, onde se pode obter informações sobre lugares a serem explorados. Na mesma praça, existe a Igreja Nossa Senhora das Dores, construída em 1850. É a construção mais antiga da cidade.

## Hotelaria

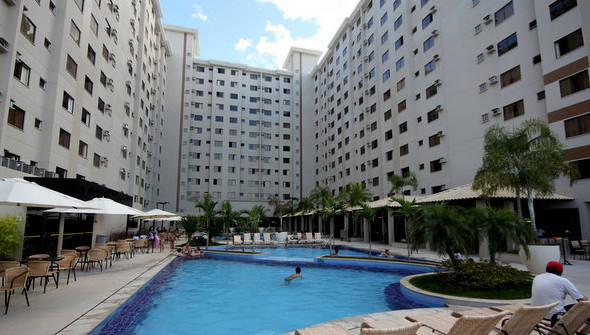
Um dos grandes hotéis da cidade

A rede hoteleira da cidade é ampla. Desde pousadas e chalés mais baratos para se hospedar, áreas de acampamento, até hotéis cinco estrelas. Até o início de 2014 a cidade tinha exatos 74 hotéis de grande porte. Excluindo pensões e pousadas, praticamente todos os hotéis são edifícios com mais de 10 andares. Caldas é a cidade com o maior número de edifícios de todo o interior do estado.

## Parques aquáticos
São os maiores atrativos turísticos da cidade. Atraem muitos movimento a cidade em busca de lazer e diversão nas águas quentes.  Os parques aquáticos tem estrutura completa para toda família e todas as idades. Toboágua tipo radical e para crianças, rio lento, atrações com bóias, piscinas termais, de ondas, ôfuro, bar molhado, sauna, recreação com monitores e shows musicais. DiRoma Thermas, Clube Privé, CTC, Náutico Praia Clube, Lagoa Termas e outros. Podem ser anexos de hotéis ou clubes, e visitados pelos turistas. Há também condomínios espalhados pela cidade que possuem piscinas termais, toboáguas, saunas e outros atrativos, em menor estrutura.

## Festas

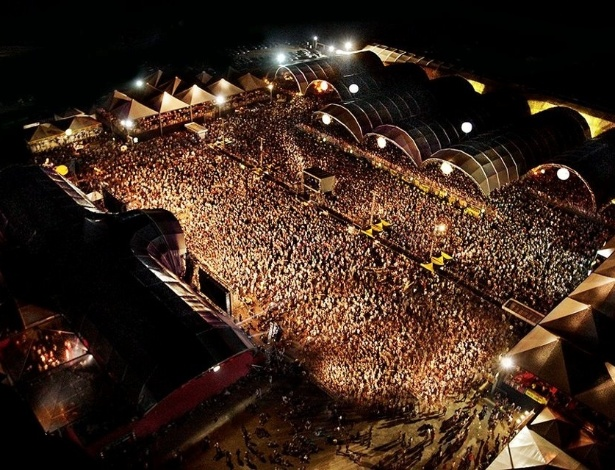
Vista aérea do maior festival de música sertaneja do Brasil

A cidade também é conhecida pelas suas festas sertanejas. O Caldas Country é considerado um dos maiores festivais de música sertaneja do brasil. Vários cantores passam pela cidade nos dois dias de shows, entre os mais famosos estão: Cristiano Araújo,  Paula Fernandes, Luan Santana, Chitãozinho e Xororó, Gusttavo Lima, Jorge e Mateus, Humberto e Ronaldo, Fernando e Sorocaba, Banda Eva e Lucas Lucco. A média de público nos dois dias de show é de 100 mil pessoas.
Recentemente, Caldas Novas vem recebendo outro importante festival de música sertaneja, o Verão Sertanejo, realizado no mês de janeiro. São dois dias de shows, com várias atrações consagradas, como Bruno e Marrone, Fernando e Sorocaba dentre outras duplas. Durante os dias de eventos, a segurança da cidade é reforçada com o aumento do contingente policial.

## Economia

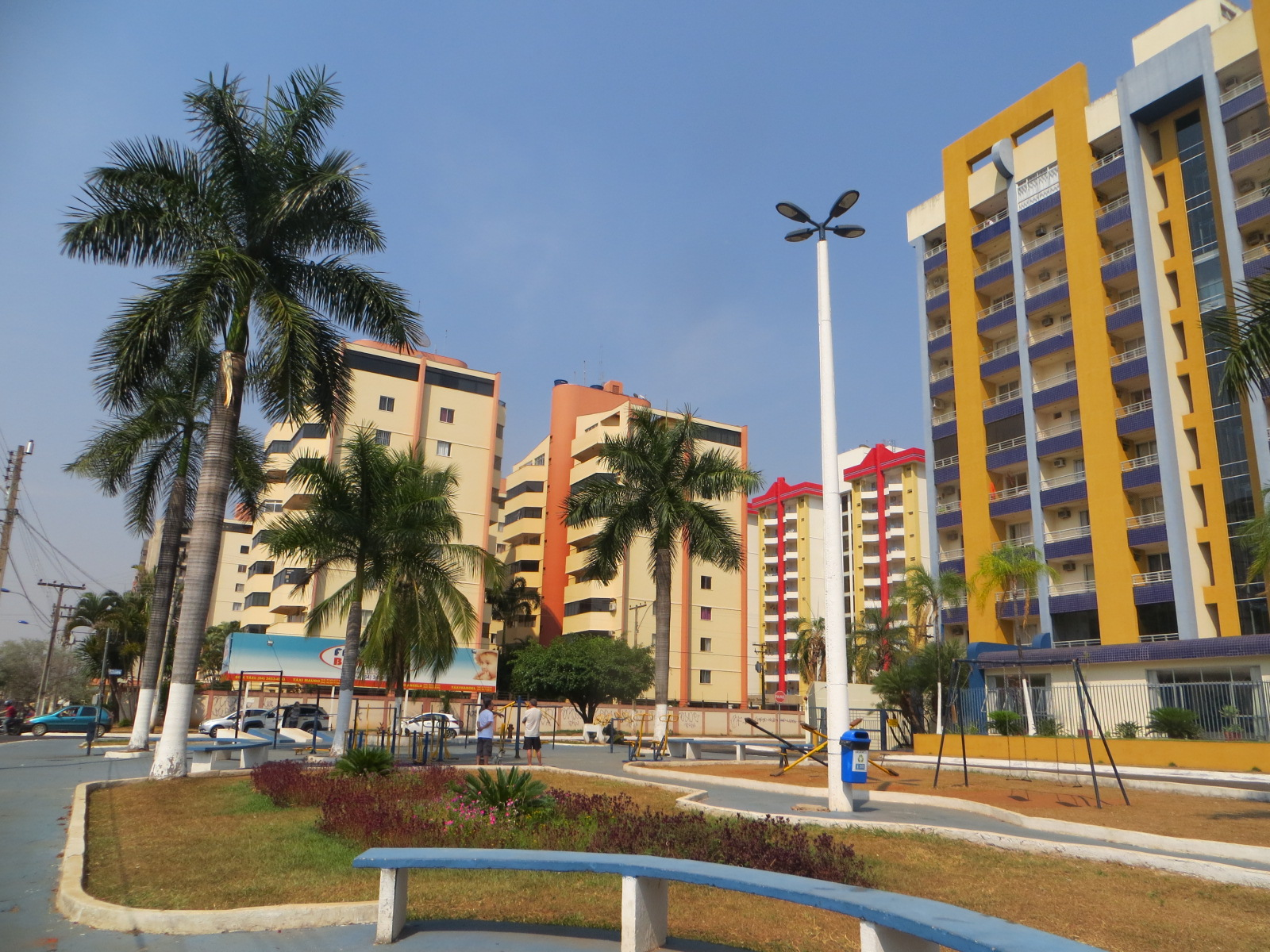
Hotéis de Caldas Novas

### Indicadores socioeconômicos
PIB municipal (2018)R$ 3,0 bilhões
PIB  per capita (2018)R$ 31 527,54
Composição do PIB (2018)
- Valor adicionado bruto da agropecuária: R$ 150 050,00 mil
- Valor adicionado bruto da indústria: R$ 506 932,01 mil
- Valor adicionado bruto dos serviços: R$  1 275 713,06 mil
- Valor adicionado bruto da administração pública: R$  444 641,42 mil
- Impostos sobre produtos líquidos de subsídios: R$ 177 340,70 mil